# Gabrijel Stupica
Gabrijel Stupica, slovenski slikar, * 21. marec 1913, Dražgoše, † 19. december 1990, Ljubljana.
Po zaključeni realki leta 1931 v Ljubljani je študiral na Likovni akademiji v Zagrebu. Njegov mentor je bil slikar Ljubo Babić. Po končanem študiju leta 1937 je skoraj desetletje živel in delal v Zagrebu, vključno z obdobjem druge svetovne vojne. V zgodnjem obdobju je redko razstavljal v Sloveniji, večkrat z Neodvisnimi. Leta 1946 se je preselil v Ljubljano, kjer je na povabilo Božidarja Jakca prevzel profesorsko mesto za slikarstvo na novoustanovljeni Akademiji za likovno umetnost. Med njegovimi učenci je bila tudi Aleksa Ivanc Olivieri. Do upokojitve leta 1977 je bil tudi dvakrat rektor (danes bi bil ta naziv dekan) ustanove. Študijsko se je izpopolnjeval na potovanjih v tujino, pogosto je obiskoval Benetke in Pariz. Univerza v Ljubljani mu je 1986 podelila naslov zaslužnega profesorja. Izvoljen je bil za dopisnega člana Jugoslovanske akademije znanosti v Zagrebu (1966), za dopisnega (1977) in rednega člana Slovenske akademije znanosti in umetnosti (1983).   
Za svoje delo je prejel veliko domačih in mednarodnih priznanj in nagrad. Štirikrat je dobil Prešernovo nagrado (1948, 1950, 1957 in za življenjsko delo 1981), pa tudi Jakopičevo (1970) in nagrado Avnoja (1977). Poleg slikarstva se je občasno ukvarjal še s scenografijo in grafiko. Velja za eno osrednjih umetniških osebnosti v Sloveniji in v Jugoslaviji v drugi polovici 20. stoletja. Znan je tudi ponekod v tujini, zlasti v Nemčiji. Razstavljal je na mnogih samostojnih in skupinskih prireditvah doma in v tujini. Junija 2010 je bila odprta butična razstava v Galeriji Zala v Ljubljani. Besedilo kataloga je dodala Nadja Zgonik. Veliko retrospektivo v Moderni galeriji v Ljubljani je pripravila kustosinja Martina Volkova, z osrednjim besedilom za katalog pa je sodeloval dr. Tomaž Brejc. Razstava je bila odprta decembra 2013. Več butičnih razstav njegovih izbranih del je pripravila Breda Ilich.  
Stupica je bil poročen z ilustratorko, slikarko Marlenko Stupico, s katero sta imela hčer Marijo Lucijo, ki je tudi bila izvrstna ilustratorka. Hči je slikarja navdihovala, bila mu je model sama ali s svojimi igračkami.
Leta 1988 je postal dedek deklice Hane, ki je prav tako slikarka - ilustratorka. Dve leti po njenem rojstvu, 19. decembra 1990, je umrl v Kliničnem centru v Ljubljani zaradi odpovedi srca.

## Slikarski slog
Stupica je razvijal svoje osebno slikarstvo, ki je temeljilo na izkušnjah njegovih zagrebških učiteljev in kolegov, zlasti mentorja Ljuba Babića, Vladimirja Becića, Marina Tartaglie in drugih. Podobno kot kolegi je preučeval dela tedaj popularnega Francisca Goye in Diega Velázqueza; originale je prvič videl na razstavi slik iz Prada v Ženevi leta 1939. Seznanjal se je s sočasnim modernističnim slikarstvom v Evropi, zanimalo so ga tudi problemi notranje svetlobe in temin v slikah. Tako je leta 1950 nastala znamenita slika Pred baklado, ki je v »predpisano« tematiko prinesla presenetljive nove poudarke in novega duha, razmislek individuuma. Gabrijel Stupica je način manifestiranja, ki je bil takrat v navadi (sprevode z baklami in lampijoni) doživel kot izrazito slikarski, slikovit dogodek, dal pa mu je tudi nove psihološke razsežnosti. V obdobju nastanka te slike se je Stupica začel poglabljati v bolj žive barve, ki dobivajo popolnoma novo vrednost na temnem ozadju njegovih slik in risb. Hkrati pa ga je problem barve, ki jo dobimo z osvetlitvijo v temnem prostoru, pripeljal do reševanja razmerja med svetlobo in temo v sami barvi. Nežna sivina zgodnjega Maneta, ki je prevladovala na starejših slikah, je sicer še ostala, vendar je dobila funkcijo koprene, nežne meglice, ki uravnava medsebojno učinkovanje barv. Pod vplivom svetlobe so se začele uveljavljati prve »deformacije«, obrazi in postave so bolj sloki in nas malce spomnijo na manieristično El Grecovo slikarstvo – pa tudi na njegove z barvo prežete svetlobe, ki se izvijajo iz temnega rjavega ozadja.
»Temno obdobje« v Stupičevem slikarstvu, ki se v bistvu začenja z Baklado, lahko označimo kot čas priprav na nov način slikarskega gledanja. V tem obdobju se je sugestivni vpliv njegovega slikarstva še povečal. Temne slike z učinkovitimi barvnimi poudarki, nadih patine in odmev starih mojstrov so učinkovali kot novo sredstvo, predvsem pa je presenečala globoka misel o človeški ranljivosti. Umetnik se je obračal vase, v sebi je iskal odgovore na usodna vprašanja, o katerih se ni govorilo v svetu, obsijanim z dnevno svetlobo. Lastni portret s hčerko (1956) pomeni vrhunec temnega obdobja v slikarstvu Stupice. To je obdobje, ko je umetnik že popolnoma opustil način upodabljanja, ki je še temeljil v realističnem izročilu. Ne gre le za poglabljanje barvne problematike in za iskanje novih in novih pomenov barve, ampak tudi za popolnoma novo razmerje do figure. Vendar to ni približevanje abstraktnemu načinu upodabljanja ali redukciji spoznavne oblike – prav nasprotno – z drugačnimi prijemi pri proporcioniranju figur in pri obdelavi obrazov (pa tudi drže in gest) je Stupica dosegel dosti bolj prepričljiv izraz »resničnosti«, kot bi ga s še tako podrobnim faktografskim opisom.
Problem medčloveških razmerij, ki ga je nakazal v Bakladi, je dobil nove razsežnosti. Umetnik se je z vso odkritosrčnostjo poglobil v raziskovanje svoje duševnosti, svojega položaja v relaciji do soljudi in svojega slikarstva. Slika je temna, vendar bleščeča. V njej je umetnik z vso občutljivostjo in z znanjem razvil svoje videnje barvnega sveta in slike, ki postaja sama svoja resničnost. Osrednja figura, ki z zaščitniško kretnjo stiska k sebi dekletce z velikimi, resnimi in radovednimi očmi, je ujeta v format slike tako, da se dotika zgornje in spodnje stranice. To je že znan prijem, s katerim je avtor dosegel svojsko monumentalnost, ki ima v njegovi interpretaciji protislovno vrednost. Slikarjeva figura s svetlo paleto je na ta način tudi utesnjena, uokvirjena v danost, ki se kaže v temnih barvah. Nežno obarvani pravokotni liki, ki se izvijajo iz temnega ozadja, so v teh povezavah lahko oznaka portretirančevega dela, saj lahko sklepamo, da gre za odseve na steno pritrjenih skic ali reprodukcij. Pomenijo pa tudi skromno radost, ki je še prisotna v tem temnem svetu.
Prav tako zanimiva je avtorjeva svetla paleta s čistimi barvami, ki se jim je posvečal od srede petdesetih let naprej. Svetloba bi lahko pomenila slikarjeva željo, da bi slikal sebe in okolje z radostnimi in svetlimi barvami. Želje so eno, resnica in tista skrivnostna moč ter premislek, ki vodi roko, pa drugo. Podoben pomen imajo tudi barvasti madeži na umetnikovem oblačilu, ki so sicer prestiliziran prepis realnosti, vendar vodijo v sfero simbolov. Zaupljivo in zaščitniško razmerje med obema akterjema na podobi pa ni le izjemno lepa slika očetovske ljubezni in otroške vdanosti, ampak govori tudi o prizadevanjih portretiranja umetnika, da bi nedolžno otroško dušico zavaroval pred svetom teme, da bi jo obvaroval pred odtujenostjo in praznino. Figuri sta sicer postavljeni na trdna tla, vendar nekako lebdita v temnem barvastem prostoru. Tu je Stupica nakazal povezavo s svetom simbolov, kakršne je odkrival rusko-francoski umetnik Marc Chagall – nanj nas spominja tudi nakazan vzorec na dekličini obleki.
Umetnik je prišel do stopnje, ko so mu pričele barve žareti kot koščki oglja ali kot drago kamenje. Barve so se tako spremenile v edino svetlobo, ki ožarja umetnikov svet, ki mu daje smisel in pomen. Lahko bi zapisali, da je Gabrijel Stupica naslikal tudi svoje stališče do umetnosti in do njene funkcije, vendar se nam zdi, da je mojster, ki obvladuje neznane svetove, vendarle prestrašen, da se tudi dela, ki mu pomeni življenje, loteva spoštljivo in obotavljajoče, zdi se mu, da se v slikarstvu skrivajo še usodnejše stvari, kot jih je odkril tisti trenutek.
V tem obdobju se začne njegovo slikarstvo dodatno odpirati. Ko je dosegel želene barvne rezultate, ko so mu barve zažarele, je začel odkrivati svet obsijan od luči. Temna ozadja izginjajo, postajajo bolj radostna in naseljuje jih pisan svet predmetov (od nostalgičnih suhih šopkov do navidezno nepomembnih drobnarij), ki pa postanejo v umetnikovi optiki več kot pomembne, saj nosijo v sebi neki odsev življenja ali eksperimentalni laboratorij novih izraznih možnosti.
Angažirana figuralika se v umetnosti Stupice uresničuje na samosvoj in nenavaden način. Umetnik slika sebe, svojo hčerko, lastni atelje in tisti svet, ki ga obdaja, ki mu je pri rokah, ki mu pomeni varnost. V tako zoženem prizorišču pa se vendarle odigravajo usodne stvari, umetnik išče odgovore na eksistencialna vprašanja predvsem v sebi, skozi sebe in svojo optiko pa vprašanja tudi zastavlja. Vsak njegov portret ali avtoportret je prav zato tudi podoba vesolja in obenem razmerij med ljudmi. Na videz varni svet z znanimi ljudmi in predmeti pa se v tem vesolju spreminja in dobiva grozeče razsežnosti. To je tudi svet, kjer se spreminja vse – simboli se spreminjajo v čiste likovne znake, likovni, slikarski elementi pa dobivajo simboličen pomen. Karikirana človeška postava postaja otožna in lepa, za predmeti, ki jih navadno povezujemo z bolj vzvišenimi misli, pa se skriva ironija.
Stupica išče in poglablja že najdeno, nikoli ni zadovoljen z doseženim in kot renesančni mojstri hrepeni, da bi ustvaril popolno sliko. Tako je svoje poglobljene raziskave svetlobe in teme, ter barvnih poudarkov, potopljenih v patinirano, temno rjavo ozadje, v odločilnem trenutku prekinil in začel poln novih moči in idej, iskati v nasprotnem barvnem okolju, v večjem, svetlejšem ateljeju. Njegove slike so postale skoraj bele – nekdanji mrak in patino je zamenjala enakomerna svetloba, ki barvne poudarke preglaša in jih umirja. Spremenile so se tudi figure in liki. V tem času je umetnik intenzivno študiral otroško risbo, najbolj spontani zapis impulzov, ki še ni obremenjen z znanjem in predsodki, z zdravorazumskimi rešitvami in z nehoteno težnjo, da bi se približal vnaprej začrtanim nameram. Slika že dolgo ni več iluzija realnega sveta, ampak nov svet, v katerem vladajo zakoni barve in oblike.
Deklica z igračami je značilna »bela« slika, pri kateri je Stupici belo platno pomenilo izčiščenje in očiščenje. Slikar je na poti, ki jo spremljajo »bele slike«, prišel do zanj usodnih spoznanj. Slika, umetnikovi zapisi, nastajajo na ravni površini. V njej se rišejo različni, silno preprosti liki in ostri zapisi in kar je najbolj pomembno, nalepljeni kosci različnih materialov, med njimi starih čipk, ki še bolj poudarjajo pomen površine, ki ni iluzija prostora, ampak govori sama o sebi. V sredini je figura dekletca z velikimi očmi in navideznim poročnim šopkom v roki, stoji pa na pol pasu »tal«. Tudi tla pomenijo le nekaj slikovitih vzporednic, ki odsevajo prvinsko likovno voljo, kakršno srečamo le pri nepokvarjenih otrocih. Odtisi drobnih vsakdanjih predmetov pa so vtkani v sliko kot naključni, vendar silno pomembni predmeti v ravnini, ki nočejo zbujati iluzij, so, kar so. So pa tudi likovna struktura, vrednota. Silno skopa likovna sredstva pričajo, da je umetnik že davno dozorel. Ne straši ga več strah pred praznim prostorom, ni se mu več treba potrjevati z znanjem in z briljantnimi barvnimi ekshibicijami. S svojimi slikami premaguje realne svetove, odtujenost in bremena, ki si jih je naložilo civilizirano človeštvo. Navsezadnje so njegove slike tako zelo preproste in obenem tako zelo polne prav zato, ker predstavljajo iskanje skrajnih meja, do kamor sežeta človekova misel in čustva, zabeležena na ploskev.